# Azran Osman Rani
Azran Osman Rani is een Maleisisch topfunctionaris.

## Leven en werk
Osman Rani studeerde elektrotechniek aan de Stanford-universiteit en vervolgens behaalde hij zijn master economie en techniek aan dezelfde universiteit. Hij begon zijn carrière als senior directeur bedrijfsontwikkeling bij Astro All Asia Networks. Daarna had Osman Rani dezelfde functie bij het consultancybureau McKinsey & Company. Thans is hij bestuursvoorzitter van de luchtvaartmaatschappij AirAsia X.